# Quinsac, Dordogne
Quinsac är en kommun i departementet Dordogne i regionen Nouvelle-Aquitaine i sydvästra Frankrike. Kommunen ligger i kantonen Champagnac-de-Belair som tillhör arrondissementet Nontron. År 2022 hade Quinsac 384 invånare.

## Befolkningsutveckling
Antalet invånare i kommunen Quinsac
Referens:INSEE